# Проспект Європейського Союзу
Проспе́кт Європе́йського Сою́зу — проспект у Подільському районі міста Києва, житлові масиви Синьоозерний, Виноградар, Вітряні гори, Мостицький, Варшавський, та місцевість Пріорка. Пролягає від Вишгородської вулиці до Газопровідної вулиці. Прокладений крізь раніше забудовану територію в 1970-ті роки.
Прилучаються провулок Академіка Патона, вулиці Валентини Радзимовської, Наталії Ужвій, проспекти Свободи, Василя Порика, вулиці Межова, Родини Крістерів, Всеволода Змієнка, проспект Георгія Гонгадзе, вулиці Івана Виговського та Северина Наливайка (запроєктована).

## Історія
Спочатку планувалося прокласти проспект територією теперішньої Мостицької вулиці (у 1970-ті роки — Великої Мостицької), що на деяких картосхемах того часу вже позначена як «проспект Правди».
Протягом 1980-х років забудову вздовж більшої частини проспекту повністю змінено разом з ліквідацією багатьох старих вулиць (Вітряної, Заливної, Зустрічної, Луковинної, Маломостицької, Новозападинської, Січової, Хвойної та інших).
У 2020 році на місці колишніх садів агрофірми «Пуща-Водиця» відкрито ТРЦ «Retroville». Також на місці садів активно розбудовуються нові житлові комплекси, зокрема «Варшавський мікрорайон», «Варшавський +» тощо. 
З 2018 року на перехресті проспекту із вулицею Межовою ведеться спорудження станції київського метрополітену «Варшавська». Строки відкриття станції неодноразово переносились. Наразі відкриття планується не раніше 2027 року.
16 лютого 2025 року видання «Інформатор» повідомило, що на ділянці між проспектами Свободи та Василя Порика буде перекрито рух транспортних засобів у зв'язку зі спорудженням станції Сирецько-Печерської лінії метро «Варшавська». 5 квітня рух перекрито строком на 1 рік.

## Назва
З 1971 року отримав назву проспект Правди (також застосовувалося написання проспект «Правди»), на честь центрального органу Комуністичної партії Радянського Союзу газети «Правда» (на сусідній вулиці Маршала Гречка (нині Івана Виговського), буд. № 13, містився видавничо-поліграфічний комплекс Київських міськкому і обкому КПУ «Київська правда»). 
У 2017 році назву уточнено як таку, що не походить від назви газети «Правда», — на проспект Правди.
20 травня 2024 року проспект було перейменовано на честь Європейського Союзу.

## Установи та заклади
- Ліцей № 3 (буд. № 84)
- Ліцей № 242 (буд. № 64Г)